# Třetí vláda Jozefa Tisa

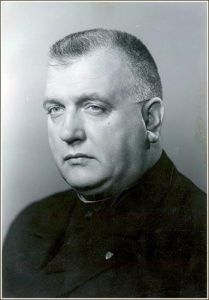
Předseda vlády Jozef Tiso

Třetí vláda Jozefa Tisa existovala v období od 20. ledna do 9. března 1939. Jednalo se o třetí slovenskou autonomní vládu v rámci druhé československé republiky.
Vláda byla jmenována prezidentem republiky Emilem Háchou na návrh Slovenského autonomního sněmu. Čtyři z šesti členů této vlády byli členy Hlinkovy slovenské ľudové strany.

## Složení autonomní vlády
Všichni členové vlády byli zástupci Hlinkovy slovenské lidové strany - Strany slovenské národní jednoty (HSĽS-SSNJ).
| Portfej                                                        | Ministr             | Strana | Strana    | Nástup do úřadu | Odchod z úřadu |
| -------------------------------------------------------------- | ------------------- | ------ | --------- | --------------- | -------------- |
| Předseda vlády a ministr vnitra, sociální péče a zdravotnictví | Jozef Tiso          |        | HSĽS–SSNJ | 20. ledna 1939  | 9. března 1939 |
| Ministr školství a národní osvěty                              | Jozef Sivák         |        | HSĽS–SSNJ | 20. ledna 1939  | 9. března 1939 |
| Ministr spravedlností                                          | Miloš Vančo         |        | HSĽS–SSNJ | 20. ledna 1939  | 9. března 1939 |
| Ministr financí                                                | Pavol Teplanský     |        | HSĽS–SSNJ | 20. ledna 1939  | 9. března 1939 |
| Ministr hospodářství                                           | Mikuláš Pružinský   |        | HSĽS–SSNJ | 20. ledna 1939  | 9. března 1939 |
| Ministr dopravy a veřejných prací                              | Ferdinand Ďurčanský |        | HSĽS–SSNJ | 20. ledna 1939  | 9. března 1939 |